# امكازة

تعديل مصدري - تعديل

امكازه هي إحدى قرى عزلة جعار بمديرية خنفر التابعة لمحافظة أبين، بلغ تعداد سكانها 45 نسمة حسب تعداد اليمن لعام 2004.